# Nelly Borgeaud
Nelly Borgeaud, född 29 november 1931 i Genève, död 14 juli 2004 i Saint-Vaury, Nouvelle-Aquitaine, var en schweizisk skådespelerska.

## Roller i urval
- 1955 – Någon måste dömas
- 1956 – Cela s'appelle l'aurore
- 1963 – Muriel
- 1969 – Sirenen från Mississippi
- 1977 – Mannen som älskade kvinnor
- 1980 – Min farbror från Amerika
- 1987 – Förlorad kärlek
- 1993 – Följeslagerskan
- 1997 – On connaît la chanson